# Rotschenkel

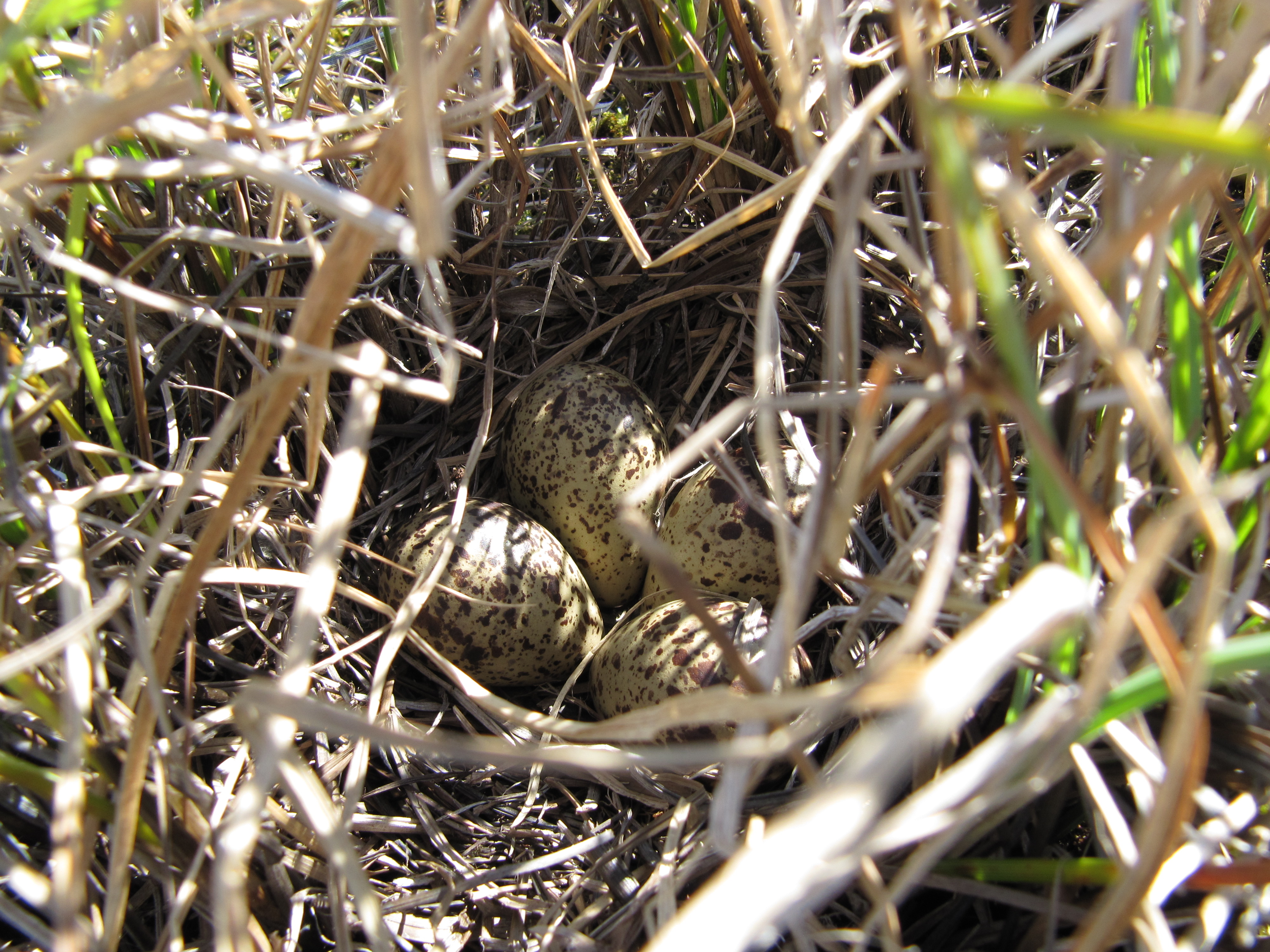
Nest des Rotschenkels

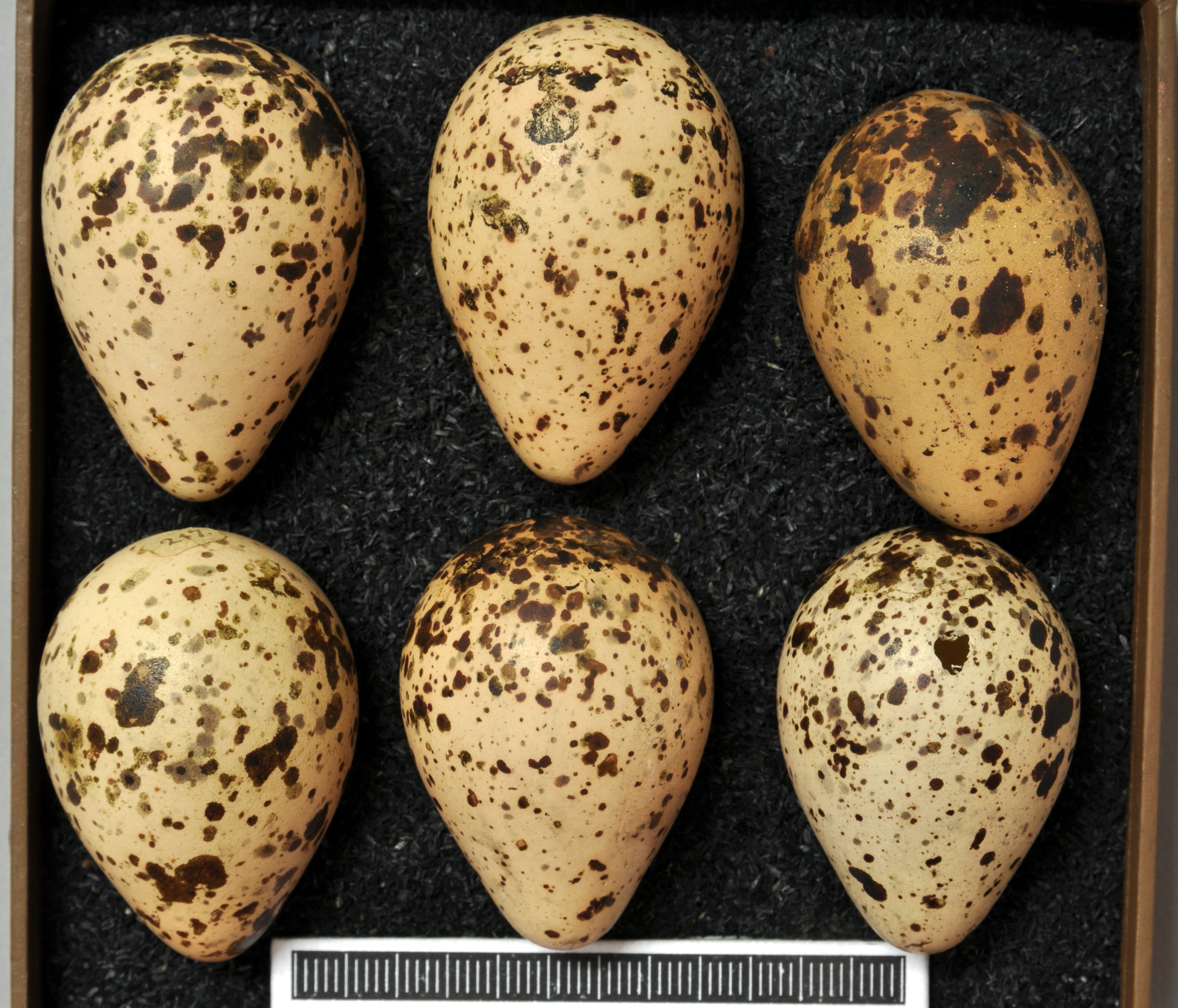
Gelege, Sammlung Museum Wiesbaden

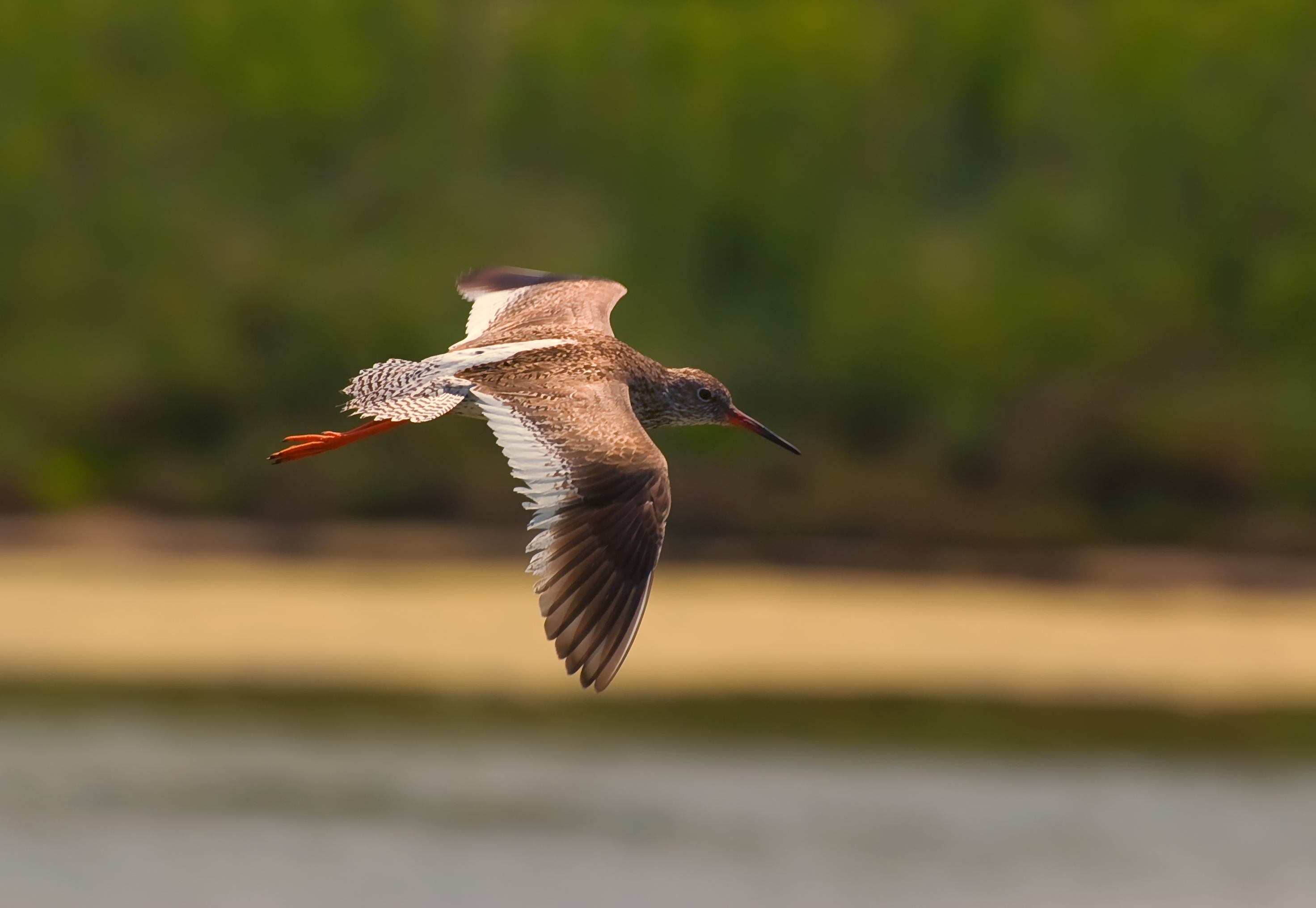
Im Flug (Lagune von Venedig)

Der Rotschenkel (Tringa totanus) ist eine Vogelart aus der Familie der Schnepfenvögel (Scolopacidae). Er ist ein Brutvogel über weite Bereiche Eurasiens. Zu seinem Lebensraum gehören die mediterrane bis boreale Zone, und er kommt in Asien auch in Steppen- und Wüstengebieten vor. In Mitteleuropa sind Schwerpunkte seiner Verbreitung die Küsten und das küstennahe Tiefland. Im Binnenland kommt er nur inselartig in kleinen Populationen vor und im Süden Mitteleuropas ist er auf Restvorkommen reduziert.

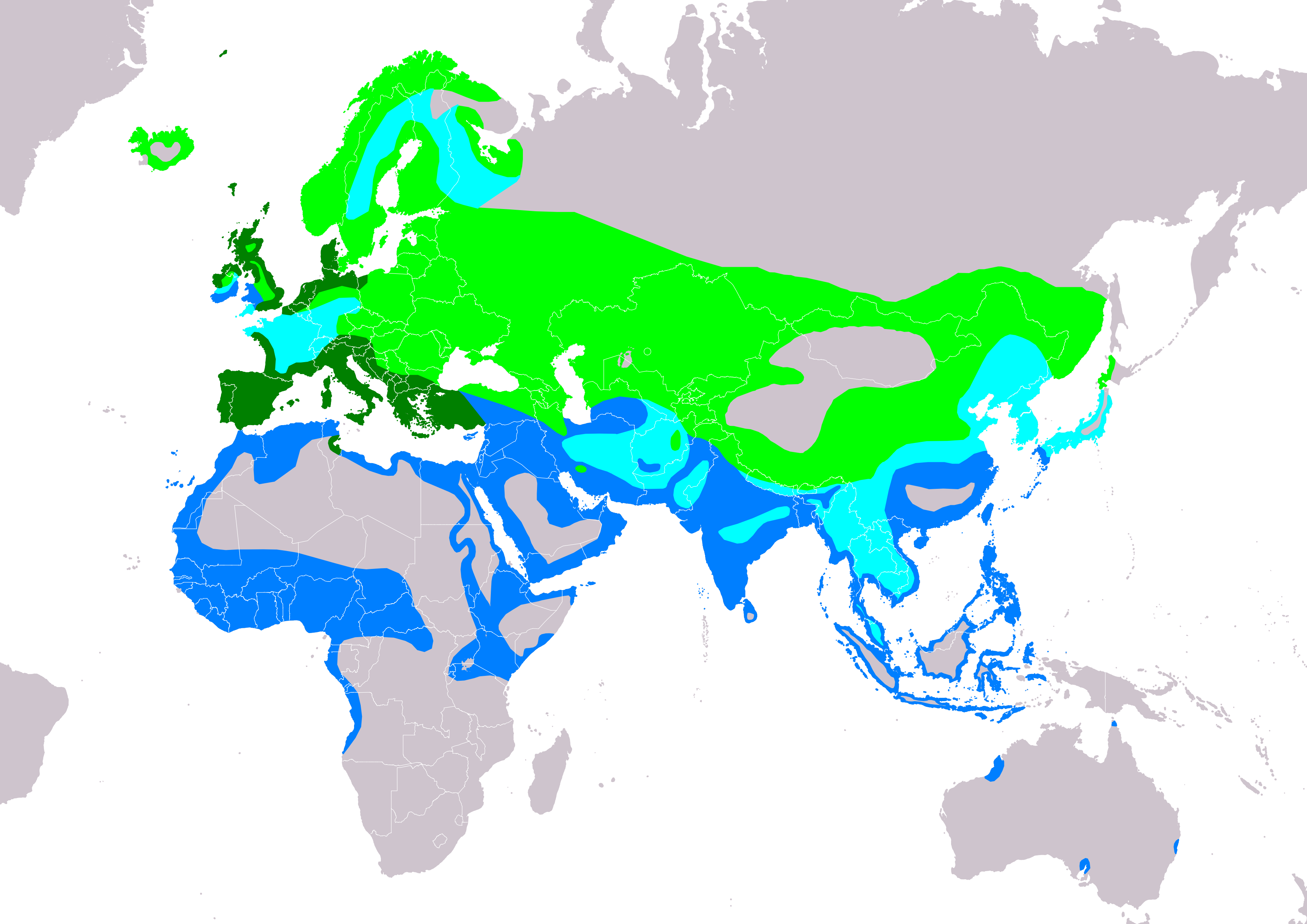
Verbreitung des Rotschenkels:
Brutgebiete
Ganzjähriges Vorkommen
Migration
Überwinterungsgebiete

## Beschreibung
Ein ausgewachsener Rotschenkel wird bis 30 cm groß und ist somit etwas kleiner als sein Verwandter, der Grünschenkel. Er erreicht eine Flügelspannweite von bis zu 65 cm und wiegt bis zu 170 g. (Svensson gibt eine Länge von 24 bis 27 cm und eine Spannweite von 47 bis 53 cm an.) Der Geschlechtsdimorphismus ist nicht sehr ausgeprägt. Weibchen sind etwas größer und haben durchschnittlich längere Flügel und oft ist die Körperoberseite heller als bei Männchen.
Der schlanke Schnepfenvogel hat einen mittellangen Schnabel, der an der Spitze schwarz und an der Basis orangerot gefärbt ist.
Die Unterseite des Rotschenkels ist sehr variabel weiß und braun gemustert, die Oberseite ist braun, schwarz und grau gefleckt. Der Kopf ist dunkel gestrichelt und fällt durch den kurzen cremefarbenen Überaugenstreif sowie den weißen Augenring auf. Im Ruhekleid ist der Rotschenkel auf der Körperoberseite mehr graubraun und nicht mehr so intensiv wie im Prachtkleid gezeichnet. Die Unterseite ist weiß, die Brust grau verwaschen und fein gestrichelt. Die namengebenden Beine sind im Ruhekleid orangerot und im Prachtkleid dunkelrot.
Jungvögel weisen auf der Körperoberseite einen wärmeren Braunton als adulte Vögel auf und haben cremefarbene Federsäume. Die Brust ist bei ihnen beigebraun verwaschen. Die Beine sind noch orangegelb, was zur Verwechselung mit anderen Tringa-Arten führen kann.
Im Flug erkennt man eindeutig seinen weißen Flügelhinterrand. Der Rotschenkel kann bis zu 17 Jahre alt werden. Sein Ruf klingt in etwa wie „tjüt“ mit jodelndem Charakter. Während des Brutgeschäfts stößt er häufig über einen längeren Zeitraum ein schimpfendes „tjikttjikt“ aus.

## Lebensraum
Der Rotschenkel lebt an Küsten und flachen Gewässern, wie Mooren, Tümpeln und Feuchtwiesen in fast ganz Europa. Im Winter ist es möglich, dass einige an die Küsten oder in südliche Gebiete ziehen. In Deutschland trifft man ihn als häufigen Brutvogel an der Küste an, außerhalb der Brutzeit kann man ihn in größeren Ansammlungen vor allem im Bereich des Wattenmeers beobachten.
Wie bei anderen Arten des Feuchtgrünlandes sind Bestandsrückgänge des Rotschenkels auf einen Verlust von geeigneten Bruthabitaten zurückzuführen. Eindeichungen, Entwässerung und Austrocknung der Salzwiesen und Niederungs-Feuchtgebiete, Grünlandumbruch und eine Intensivierung der Landwirtschaft, Grundwasserabsenkung, Torfabbau sowie ein Ausbau von Wegenetzen hat in weiten Bereichen seines Verbreitungsgebietes zu Bestandsrückgängen geführt. Hinzu kommen Verluste von Gelegen und Jungvögeln durch eine häufige und frühe Mahd und Ernte.

## Ernährung
Auf dem Speiseplan des Rotschenkels stehen Insekten, Würmer, Schnecken, Krebstiere, kleine Muscheln und andere Weichtiere. Mit seinem Schnabel stochert er im flachen Wasser und sucht sich seine Nahrung. Während der Rotschenkel im Binnenland überwiegend tagaktiv ist, ist er an der Küste zum Teil tidenabhängig. Seine Nahrung findet er pickend und sondierend. Im Watt durchpflügt er auch die Oberfläche mit weit geöffnetem Schnabel.

## Fortpflanzung
Nach zwei Jahren sind die Rotschenkel geschlechtsreif und brüten jedes Jahr von April bis Juli am selben Ort. Das Nest ist eine Mulde am Boden und gut in der dichten Vegetation versteckt. Das Weibchen legt drei bis fünf Eier, die von beiden Partnern vier Wochen lang bebrütet werden. Die Jungvögel sind Nestflüchter und beginnen nach drei Wochen mit den ersten Flugversuchen.

## Bestand

### Bestandsentwicklung und aktueller Bestand
Die Bestandsentwicklung in Mitteleuropa ist sehr uneinheitlich und zum Teil auch unzureichend dokumentiert. Die Populationen an Außendeichflächen und in den Marschen der Küste kann abhängig von der Anlage von Grünland erheblich schwanken. In Flussniederungen haben Wasserstandsänderungen ähnliche Folgen. In Gebieten, in denen es eine hinreichende Brutpopulation an Rotschenkeln gibt, ist die Art jedoch in der Lage, geeignete Lebensräume wie beispielsweise neu geschaffene Polder sehr schnell zu besiedeln. Grundsätzlich gab es im Verlauf des 20. Jahrhunderts einen deutlichen Bestandsrückgang bei der Binnenlandpopulation, der teilweise so stark ausfiel, dass einzelne Populationen vollständig erloschen. Dies war beispielsweise im Elsass 1894, in der Schweiz 1919 und in Baden-Württemberg 1935 der Fall. Im gesamten Nordseebereich hat sich der Bestand stabil auf einem niedrigen Niveau eingependelt. Auch in den wichtigsten Brutgebieten in Ostpolen, Österreich und Ungarn gilt der Bestand als stabil.
Der gesamte Brutbestand in Europa wird zu Beginn des 21. Jahrhunderts auf 280.000 bis 610.000 Brutpaare geschätzt. Zu den europäischen Ländern mit einem Brutbestand von mehr als 20.000 Paaren gehören Belarus (40.000 bis 70.000 Paare), Island (40.000 bis 140.000 Paare), Niederlande (20.000 bis 25.000 Paare), Norwegen (40.000 bis 80.000 Paare), der europäische Teil Russlands (30.000 bis 140.000 Paare) und Großbritannien (31.000 bis 44.000 Paare).
In Deutschland wird sein Brutbestand für die Jahre 2011 bis 2016 auf 8.500 Brutpaare geschätzt. In der Roten Liste der Brutvögel Deutschlands von 2020 wird die Art in der Kategorie 2 als „stark gefährdet“ geführt.

### Bestandsprognose
Der Rotschenkel gilt als eine der Arten, die vom Klimawandel besonders betroffen sein wird. Ein Forschungsteam, das im Auftrag der britischen Umweltbehörde und der RSPB die zukünftige Verbreitungsentwicklung von europäischen Brutvögeln auf Basis von Klimamodellen untersuchte, geht davon aus, dass bis zum Ende des 21. Jahrhunderts das Verbreitungsgebiet des Rotschenkels erheblich schrumpfen und sich nach Nordosten verlagern wird. Mehr als zwei Drittel des heutigen Verbreitungsgebietes, darunter vor allem das Verbreitungsareal in Mittel- und Osteuropa werden nach diesen Prognosen dem Rotschenkel keine geeigneten Lebensräume mehr bieten. Potentielle neue Verbreitungsgebiete werden im Norden und Nordwesten Russlands, im Süden Nowaja Semlja und vereinzelt auch auf Spitzbergen vermutet.

## Innere Systematik
Die Einteilung der Art in verschiedene Unterarten ist nach wie vor Gegenstand von Diskussionen. Die meisten Autoren ordnen die auf Island und den Faröern brütenden Rotschenkel der Unterart Tringa totanus robusta zu. Die in Fennoskandinavien und im nördlichen europäischen Teil Russlands brütenden Rotschenkel werden der Nominatform Tringa totanus totanus zugeordnet. Die Zuordnung der in Großbritannien und Irland brütenden Rotschenkel ist dagegen strittig. Sie wurden ursprünglich als Unterart Tringa totanus bewickii (Ticehurst 1932) beschrieben und dann in Tringa totanus britannica (Matthews 1935) umbenannt. Als Verbreitungsgebiet dieser Unterart gelten die britischen Inseln, wo sie überwiegend Standvögel sind. Andere Autoren haben dagegen an der Bezeichnung Tringa totanus bewickii festgehalten und geben als Verbreitungsgebiet die britischen Inseln sowie die südliche Hälfte Kontinentaleuropas bis zum Mittelmeerraum an. Vorgeschlagen wurde aber auch, T. t. britannica als nicht valide gelten zu lassen, sondern diese Vögel als Teil einer polymorphen Nominatform Tringa totanus totanus mit einem Verbreitungsgebiet von den britischen Inseln bis in den Süden Russlands einzuordnen. Andere Autoren bezweifeln ebenfalls die Validität der Unterart und halten die britischen Brutvögel für eine Hybridpopulation der weiter im Osten brütenden Unterart Tringa totanus ussuriensis und der Nominatform. Grundsätzlich ist auch die Verbreitungsgrenze zwischen der vom Ural bis in die Mandschurei und Mongolei brütenden Unterart Tringa totanus ussuriensis und der Nominatform strittig. Die südlich des Urals brütenden Vögel sind vermutlich ebenfalls Hybriden zwischen diesen beiden Unterarten.